# 세이와 대학 (지바현)
세이와 대학(清和大学)은 일본의 지바현 기사라즈시에 있는 사립대학이다. 1949년에 설립되어 1994년에 대학으로 설립되었다.